# Leif Erikson (skib)
Leif Erikson er et rekonstrueret vikingeskib, der er fremstillet for at mindes Leif den Lykkeliges rejse til Nordamerika i vikingetiden.
Leif Erikson blev bygget i Korgen i Nordland, Norge i 1926 på ordre fra Gerhard Folgerø (1886-1948), der ville benytte skibet til en sejle over Atlanterhavet. Skibet er fremstillet af norsk rødfyr, og det er af typen knarr. Skibet er omkring 13 m langt, og har en bredde på omkring 3,9 m og en dybdegang på 1,2 m. Et delajeret dragehoved og hal blev designet af arkitekten Gerhard Johan Lilletvedt fra Bergen.
Skibet blev inviteret til Duluth i Minnesota af den norsk-amerikanske immigrant H. H. Borgen. Leif Erikson sejlede fra Bergen i 1926 mod Labrador og derefter videre til Boston og New York City. Det sejelde igennem de Store søer til vestbreden af Lake Superior. Kapajn Folgerø og hans besætning ankom til Duluth den 23. juni, 1927 efter at have tilbagelagt over 10.500 km, hvilket er den største afstand der er sejlet af et skib af denne størrelse i moderne historie.
Den norsk-amerikanske forretningsmand fra Duluth Bert Enger (1864-1931) købte skibet kort efter rejsen sammen med sin afdøde forretningspartner Emil H. Olsons (1881-1926) kone, og de donerede det til byen Duluth. Skibet blev placeret i Duluth's Lake Park, som senere blev omdøbt til Leif Erikson Park.
Leif Erikson forfaldt gradvist i de følgende år som følge af manglende vedligehold og hærværk, og i 1980 var skibet i så dårlig stand, at man overvejede at brænde det på traditionel vikingemaner. I stedet inspirerede det Emil Olsons barnebarn, Will Borg, til at samle frivillige og starte en indsamling til at restaurere skibet. Via donationer, festivaler og andre tiltag indsamlede gruppen $100.000. Bådebyggere begyndte at restaurere skibet i 1991 og Leif Erikson kan i dag ses i Leif Erikson Park i Duluth, Minnesota.

## Yderligere læsning
- Folgerø, Gerhard  (1944) Over Nordatlanteren i åpen båt (Oslo: Arthur Rosén)
- Johnson, Nathan  (2014)  Legendary Locals of Pine City (Arcadia Publishing) ISBN 9781467101196

46°47′48.2″N 92°4′55.9″V / 46.796722°N 92.082194°V